# 池波正太郎の江戸料理帳
『池波正太郎の江戸料理帳』（いけなみしょうたろうのえどりょうりちょう）は、時代劇専門チャンネルで2013年4月6日から6月29日まで毎週土曜日19:00 - 20:00に放送されていた料理番組。全13話。
シリーズ第2弾として『池波正太郎の江戸料理帳 第二章』が、2014年2月1日から4月26日まで同時間帯で放送された。全13話。

## 概要
時代劇専門チャンネルのオリジナル番組で『剣客惣菜2』以来となる料理番組。
時代小説の大家にして美食家・池波正太郎作品で、多く魅力的に描かれている“食の場面”にスポットを当てる。
作品に登場した数々の江戸料理を、池波ファンである料理人が再現。その模様をレシピと合わせて紹介する。
番組ナビゲーター（案内人）は、俳優が月替わりで担当。池波ファン・ゆかりの著名人をゲストに迎え、再現料理を囲んで池波について歓談し、その料理が登場する作品の一節を朗読したり、ゲストと共に池波が愛した名店を辿るロケ企画「“食跡”散歩」をおこなう。アシスタントはトークパートのみ出演。
放送終了から約半年後、好評を受けて続編『池波正太郎の江戸料理帳 第二章』が放送された。

## 出演

### 第一章（2013年）
案内人（ホスト）
- 笹野高史（4月）
- 益岡徹（5月）
- 中村梅雀（6月）

アシスタント
- 高田景子（4月）
- 乾貴美子（5月）
- 雨宮朋絵（6月）

料理人
- 野崎洋光（分とく山 料理総長）

### 第二章（2014年）
案内人
- 伊東四朗（2月）
- 笹野高史（3月）
- 檀ふみ（4月）

アシスタント
- 雨宮朋絵（2-4月）

料理人
- 田村隆光（つきぢ田村）

## 放送内容
第一章
| 各話 | 初回放送      | ゲスト                        | 料理 （登場作品）                                                                                                |
| ---- | ------------- | ----------------------------- | --- |
| 1    | 2013年4月6日  | 内海桂子                      | - 白魚の卵とじ （梅安蟻地獄「春雪仕掛針」） - 菜飯 （鬼平犯科帳5「乞食坊主」）                                   |
| 2    | 2013年4月13日 | 逢坂剛                        | - 韮の味噌和え （剣客商売番外編「黒白(上)」 - 蛤鍋 （鬼平犯科帳13「一本眉」）                                    |
| 3    | 2013年4月20日 | 重金敦之                      | - 穴子の煮こごり （闇の狩人(上)） - 根深汁 （剣客商売1「女武芸者」）                                             |
| 4    | 2013年4月27日 | 波乃久里子                    | - 浅蜊のぶっかけ （剣客商売9「待ち伏せ」）                                                                       |
| 5    | 2013年5月4日  | 山田純大                      | - しんこ泥鰌 （鬼平犯科帳1「浅草・御厩河岸」） - 筍御飯 （鬼平犯科帳18「俄か雨」）                               |
| 6    | 2013年5月11日 | 古田求                        | - 芹の味噌椀 （鬼平犯科帳7「盗賊婚礼」） - わけぎと木くらげの白味噌和え （同上） - 鱒の味噌漬(嫁菜添え) （同上） |
| 7    | 2013年5月18日 | 彭理恵 （文藝春秋企画室勤務） | - 蒟蒻と油揚げの白和え （鬼平犯科帳17特別長編 鬼火 権兵衛酒屋） - 豆茶飯 （剣客商売3「兎と熊」）                 |
| 8    | 2013年5月25日 | 江戸家猫八                    | - 鰹の刺身 （仕掛人・藤枝梅安 梅安最合傘「梅安鰹飯」） - 鰹飯 （同上）                                           |
| 9    | 2013年6月1日  | 鳥越俊太郎                    | - 冷奴 （剣客商売11「小判二十両」） - 浦里(吉原の朝ごはん) （その男1「父」）                                     |
| 10   | 2013年6月8日  | 縄田一男                      | - 葱入り炒り卵 （剣客商売7 隠れ蓑「決闘・高田の馬場」） - 軍鶏の臓物鍋 （鬼平犯科帳8「明神の次郎吉」）           |
| 11   | 2013年6月15日 | ロバート・キャンベル          | - 焼むすび （仕掛人・藤枝梅安「殺しの四人」） - 芋茎汁 （秘伝の声(下)良夜） - 衣被(きぬかつぎ) （同上）          |
| 12   | 2013年6月22日 | 山口正介                      | - 鯵の干物 （剣客商売番外編「ないしょないしょ」） - 小ぶりの茄子の味噌汁 （おとこの秘図(上)「湯けむり」）        |
| 13   | 2013年6月29日 | 檀ふみ                        | - 小兵衛弁当 |

- 第13回は全編屋外ロケ。街歩き企画の解説役で山本博文が出演。

第二章
| 各話 | 初回放送      | ゲスト                                | 料理 （登場作品） |
| ---- | ------------- | ------------------------------------- | --- |
| 1    | 2014年2月1日  | 綿引勝彦                              | - 餡かけ豆腐 （鬼平犯科帳8巻「あきれた奴」） - 鯛(刺身・塩焼・茶漬け) （梅安蟻地獄「闇の大川橋」）                       |
| 2    | 2014年2月8日  | 山本一力                              | - 牡蠣の酢振りと生海苔 （剣客商売6巻「金貸し幸右衛門」） - のっぺい汁 （鬼平犯科帳6巻「礼金二百両」）                    |
| 3    | 2014年2月15日 | 吉野準                                | - 鰈の煮付け （鬼平犯科帳13巻「熱海みやげの宝物」） - 大根鍋 （剣客商売4巻 天魔「約束金二十両」）                        |
| 4    | 2014年2月22日 | 小林綾子                              | - 豆腐と野菜の煮しめ （剣客商売6巻 新妻「鷲鼻の武士」） - 鴨鍋→鴨飯 （剣客商売4巻 天魔「老僧狂乱」）                     |
| 5    | 2014年3月1日  | 三浦浩一                              | - 漬け鮪の炙り （仕掛人・藤枝梅安6 梅安影法師「三人の仕掛人」） - 蕪の味噌汁(御飯、漬物) （剣客商売2「辻斬り・悪い虫」） |
| 6    | 2014年3月8日  | 川口仁志 （山の上ホテル副支配人）     | - おでん （にっぽん怪盗伝「ねずみの糞」） - 炊きたての麦飯にとろろ汁 （剣客商売15特別長編「二十番斬り」）                |
| 7    | 2014年3月15日 | ピーター・バラカン                    | - 蒸蕎麦切 （編笠十兵衛(上)） - 白玉餅 （鬼平犯科帳3「艶婦の毒」）                                                       |
| 8    | 2014年3月22日 | 鈴木文彦 （八重洲ブックセンター顧問） | - 鯉の洗い、鯉の皮の酢の物 （鬼平犯科帳11「土蜘蛛の金五郎」） - 里芋とねぎの含め煮 （旅路(下)）                          |
| 9    | 2014年3月29日 | 草刈正雄                              | - 熱い粟飯に干し柿と干し大根を刻んだも （真田太平記8巻） - 牛肉の味噌漬け （堀部安兵衛(下)）                             |
| 10   | 2014年4月5日  | 筒井ガンコ堂                          | - 烏賊の焙り焼き （剣客商売13 波紋「消えた女」） - 貝柱飯 （梅安蟻地獄「春雪仕掛針」）                                   |
| 11   | 2014年4月12日 | 松尾貴史                              | - 鮎並の煮つけ （鬼平犯科帳9「白い粉」） - 五色茶漬け （谷中・首ふり坂）                                                 |
| 12   | 2014年4月19日 | 石田衣良                              | - 蒟蒻の煮しめ （鬼平犯科帳19「逃げた妻」） - 鮑の蒸し切り （剣客商売3 陽炎の男「嘘の皮」）                              |
| 13   | 2014年4月26日 | 勝野洋                                | - 芋膾 （鬼平犯科帳5「兇賊」） - 蜆汁、蜆飯 （「殺しの掟」）                                                             |

## スタッフ
シリーズ共通
- ナレーション：小原雅人
- 構成：久保有輝
- 編集･MA：ザ・チューブ
- 制作：テレバイダー
- 制作進行：柳岡克則
- プロデューサー：前田雅弘
- プロデュース：八木恒太
- 制作・著作：時代劇専門チャンネル

第一章
- 協力：オフィス池波、池波正太郎記念文庫、講談社、新潮社、文藝春秋、角川文庫、郷土出版社、朝日文庫、国立国会図書館、すみだフィルムコミッション
- 料理監修：野崎洋光(分とく山)
- 技術：フロムアール
- 音響効果：サウンドエッグノッグ
- 広報：菅谷和紀、箕田妃希
- 演出：杭田浩輔、後藤敬昭、須藤孝幸、大丸剛司

第二章
- 協力：オフィス池波、池波正太郎記念文庫、角川書店、講談社、新潮社、文藝春秋
- 料理監修：田村隆光（つきぢ田村）
- 撮影協力：神田明神、江東区深川江戸資料館、アイフィス
- 挿絵提供：中一弥
- 技術：共同テレビジョン
- 広報：菅谷和紀、箕田妃希、田倉拓紀
- ディレクター：田崎貴裕
- 演出：須藤孝幸、木戸隆文、後藤敬昭、佐藤慶紀

## 放送局
第一章
| 放送対象地域 | 放送局               | 放送期間                      | 放送日時           |
| ------------ | -------------------- | ----------------------------- | ------------------ |
| 日本全域     | 時代劇専門チャンネル | 2013年4月6日 - 6月29日        | 土曜 19:00 - 19:45 |
| 日本全域     | BSフジ               | 2013年7月22日 - 2014年2月21日 | 月曜 18:00 - 18:50 |
| 京都府       | KBS京都              | 2014年10月3日 -               | 金曜 20:00 - 20:50 |

- BSフジは、毎週のレギュラー放送は2013年9月23日まで（#1-10）。#10-13を再編集して、特別番組『池波正太郎の江戸料理帳 2014新春SP』（2014年1月3日10:00-13:20）で放送。のち#12,13を2014年2月19日、21日に放送。

第二章
| 放送対象地域 | 放送局               | 放送期間               | 放送日時           |
| ------------ | -------------------- | ---------------------- | ------------------ |
| 日本全域     | 時代劇専門チャンネル | 2014年2月1日 - 4月26日 | 土曜 19:00 - 19:45 |

## リリース作品
DVDブック
| タイトル                                | 発売日        | 収録内容     |
| 「池波正太郎の江戸料理帳 第一章」 vol.1 | 2014年4月17日 | 第1回、第2回 |
| 「池波正太郎の江戸料理帳 第一章」 vol.2 | 2014年4月17日 | 第3回、第4回 |
| 「池波正太郎の江戸料理帳 第一章」 vol.3 | 2014年5月17日 | 第5回、第6回 |
| 「池波正太郎の江戸料理帳 第一章」 vol.4 | 2014年5月17日 | 第7回、第8回 |

発行元：東京ニュース通信社。番組2回分（vol.6のみ3回分）を収録したDVDに、料理のワンポイントアドバイス付きレシピや出演者によるトークのダイジェスト、ゆかりのお店紹介ほかを掲載したブックレットがセットになったシリーズDVDブック。全6巻で構成され、2巻同時に3カ月連続で発売。